# 长大成人
《长大成人》是1996年路学长执导的电影，是该导演的成名作。

## 情节
北京胡同里长大的周青在唐山大地震发生时捡到一本残破的《钢铁是怎样炼成的》，后来辍学成为火车站工人，仍然在寻找那本书的另一半。工人朱赫来给了他一本全本，常常帮助他，还在他腿断后为他捐献了腿骨以做移植。多年后周青从德國柏林归来，对身边的花花世界无法适应，寻找朱赫来又不可得，只找到朱赫来的女友，但她抛弃了朱赫来。后来他得知朱赫来被餐厅老板弄瞎了眼睛，在痛打餐厅老板后选择了离开。
影片开头以重复蒙太奇的方式展现唐山地震，寓意社会的动荡。全片反映了个人在混乱社会中的一种精神漂泊，以及重建理想的过程，表达了“寻找”这一主题。与其他同一代青年导演的作品不同的是，路学长的价值观是怀旧的，他在片中传达了对摇滚乐和行为艺术的否定态度。